# Sofía Alekséyevna Románova

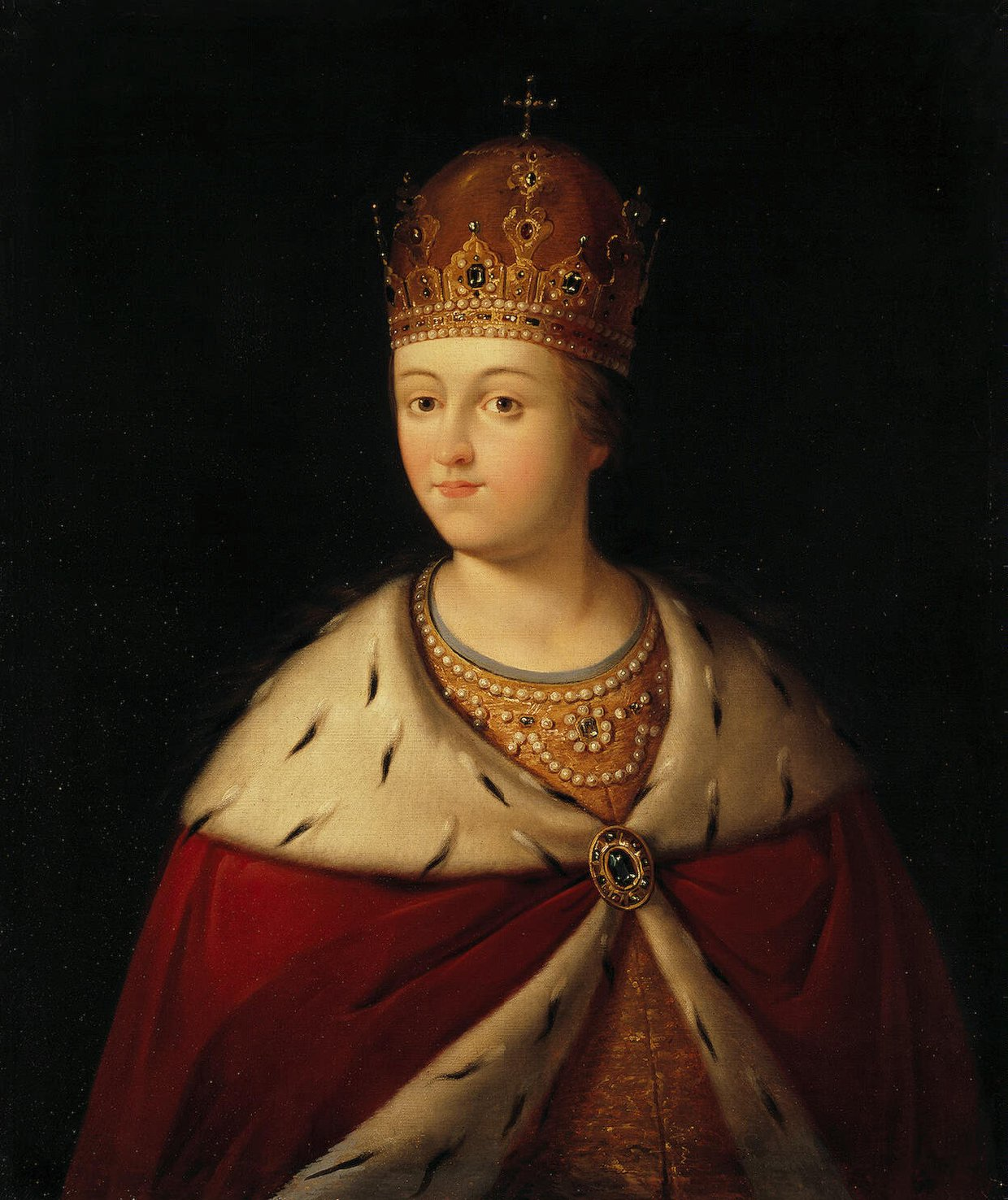
La zarevna Sofía Alekséievna Románova en su retrato oficial.

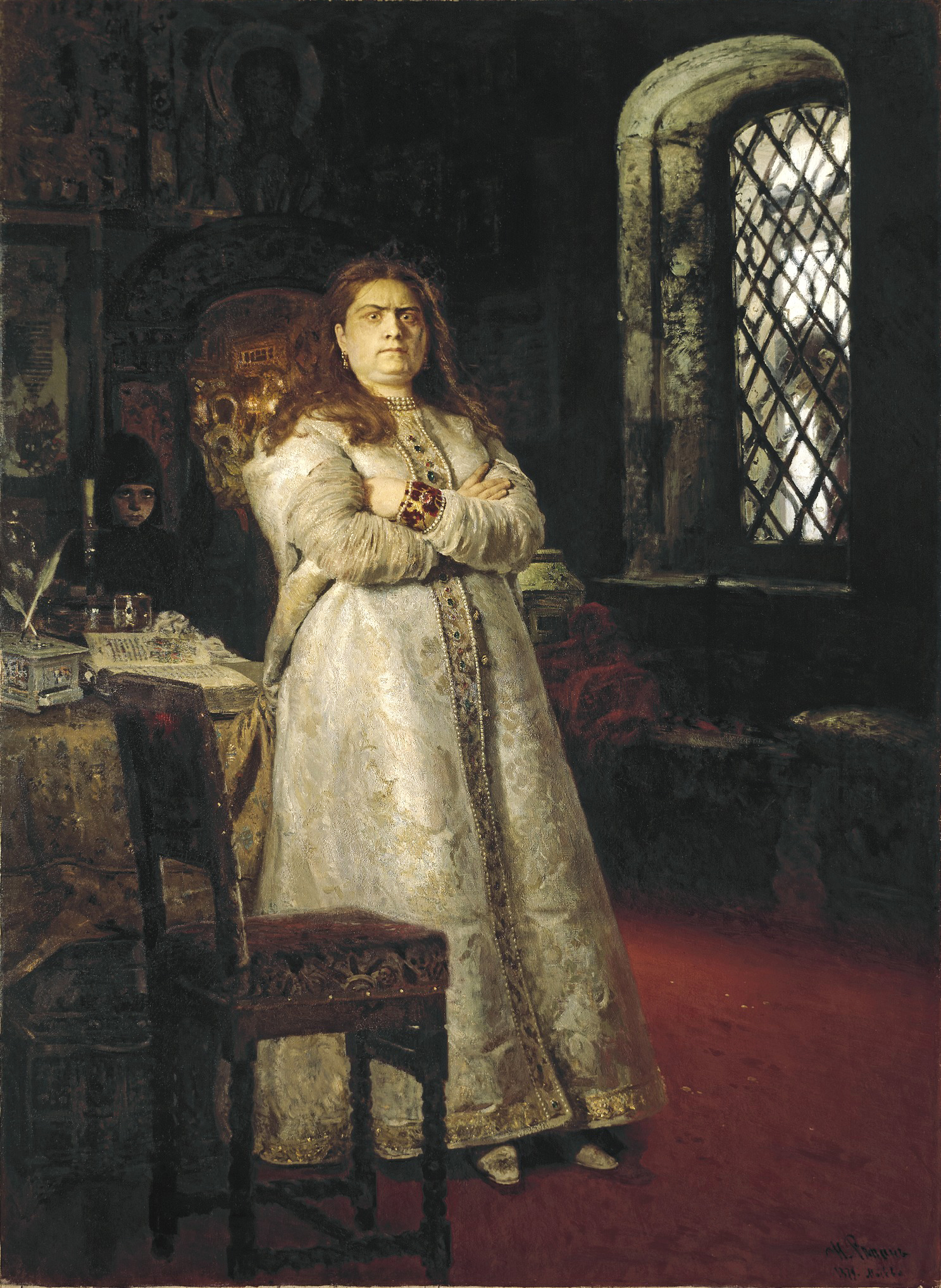
Sofía Alekséievna durante su reclusión en el monasterio. Cuadro de Iliá Repin.

La zarevna Sofía Alekséievna (en ruso царевна Сóфья Алексéевна) (17 de septiembre (27) de 1657 - 3 de julio (14) de 1704) fue una princesa rusa, hija del zar Alejo I y hermana de los zares Teodoro III, Iván V y Pedro I. Fue así mismo regente de Rusia desde 1682 hasta 1689. Se alió con un cortesano y político singularmente apto, el príncipe Vasili Golitsin, para instalarse como regente durante la minoría de edad de Iván V y Pedro I. La actividad de esta «bogatyr-zarevna» (como la llamó Serguéi Soloviov) fue de lo más extraordinario, pues las mujeres moscovitas normalmente se mantenían alejadas de la política.

## Primeros años de vida
Sofía es la tercera hija del zar Alejo I y su primera mujer María Miloslávskaya. Mantuvo un perfil relativamente bajo hasta la muerte de su hermano el zar Teodoro III (Fiódor Alekséievich) de 20 años que no dejó descendencia. Es entonces cuando inesperadamente decidió entrar en política. El heredero al trono era su hermano menor de 15 años Iván que era física y mentalmente desvalido, por lo que se quería hacerlo gobernar junto a Pedro de 10 años, hijo del segundo matrimonio de Alejo I con Natalia Narýshkina.

## Regencia
Sofía trató por muchos medios impedir este doble reinado, que sería regentado por Natalia Narýshkina, la viuda de su padre. Los boyardos Miloslávskie instigaron la Revuelta de Moscú en 1682 de los streltsí a cuya cabeza Sofía había designado al boyardo príncipe Iván Jovanski. Pero los rebeldes streltsí esperaban derrocar a Sofía y nombrar regente al príncipe Iván Jovanski (estos hechos se narran en la ópera Jovánschina de Músorgski). 
Finalmente se proclamó a Iván el Zar Mayor y a Pedro el Zar Menor el 25 de junio de 1682. Sofía fue nombrada regente de su hermano, discapacitado, y de su medio hermano, demasiado joven para gobernar por sí solo, el 15 de septiembre del mismo año.
La zarevna Sofía Alekséievna instaló a Vasili Golitsin como primer ministro del gobierno. Se rumoreaba que eran amantes pero probablemente no eran más que habladurías de sus opositores.
Cuando los viejos creyentes se unieron a la rebelión en el otoño de 1682 pidiendo la derogación de la Reforma de Nikon, Sofía Alekséievna y su Corte debieron huir y refugiarse en el Monasterio de la Trinidad y San Sergio. Finalmente Sofía Alekséievna logra suprimir la rebelión con la ayuda de Fiódor Shaklovityi, que sucede a Jovanski como jefe del ejército moscovita.
Durante su regencia, hizo algunas concesiones a los burgueses y atenuó las penas para los siervos fugitivos lo que causó una gran insatisfacción entre la nobleza. Las acciones más importantes que caracterizaron su política fueron el Tratado de Paz Eterna de 1686 con Polonia, el Tratado de Nérchinsk con China en 1689, y las campañas de Crimea en contra de los turcos.
Cuando Pedro cumplió los 17 años, sus parientes pidieron que Sofía entregase la regencia. Fiódor Shaklovityi le aconseja autoproclamarse Zarina e inducir a los streltsí a una nueva revolución. Sin embargo, muchas unidades de los streltsí abandonaron Moscú hasta el Monasterio de la Trinidad y San Sergio, donde desde 1689 vivía el joven zar, para advertirle que su poder estaba siendo amenazado.
Sofía envió a boyardos y al Patriarca donde Pedro, solicitándole que se reuniera con ella en el Kremlin, él rehusó firmemente la invitación, pidiendo la pena de muerte para Shaklovityi y el exilio para Vasili Golitsin.
Cuando Sofía acordó su rendición ante los boyardos más ancianos, fue puesta bajo arresto domiciliario y obligada a retirarse en el Monasterio Novodévichi, sin embargo no tomó los hábitos.

### LosDoce Artículos
Los Doce Artículos fueron creados por la princesa Sofía Alekseyévna Románova como respuesta al cisma que se estaba realizando en la Iglesia ortodoxa rusa. Dichos artículos se publicaron en la Ley del Estado de Moscú en 1685. 
Se trata de una serie de castigos contra los viejos creyentes, en ellos se definen diferentes grados de castigo que van desde el encarcelamiento en monasterios, golpes con palos y la privación de la propiedad, hasta la pena de muerte en la hoguera y la tortura. 
1. Aquellos que son cismáticos de la santa iglesia resisten , y blasfeman, y no van a la iglesia ni a los padres espirituales para confesarse, y no participan en los santos misterios, y no dejan entrar a los sacerdotes en sus hogares con santuario y con necesidades de la iglesia, y entre cristianos, con sus palabras obscenas, causan tentación y rebelión, y se mantienen tercos en que su robo: para torturar a esos ladrones, de quienes les enseñaron esto, y por cuánto tiempo, y para de quienes hablaran, y para tener e interrogar a esas personas calumniadoras y darles tasas de cara a cara, y de tortura de cara a cara; y a quienes, bajo tortura, se les enseñará a permaneces obstinadamente en esto, pero no traerán subyugación a la Santa Iglesia, y tales, por tal herejía, después de interrogarlos tres veces en la ejecución, no se someterán, quemarán en una casa de troncos y esparcir las cenizas.
2. Y si alguien se vuelve en la ejecución y trae obediencia a la santa iglesia, y promete con una intención pura no hacer esto: envié a tales personas a grandes monasterios y manténgalos en esos monasterios bajo el mando, con gran cuidado y detrás de un fuerte guardia, y darles pan y agua conforme a su medida, y asignarles ancianos buenos y hábiles, y ordenar que sean llevados a la iglesia de Dios a cada servicio de la iglesia, también a la regla de la célula, y velar por ellos con toda diligencia, cuál es la conversión de aquellos que se oponen al arrepentimiento, y si traen obediencia a la Iglesia de Dios completamente, y si hay alguna maldad en ellos, para que ellos por su maldad y no salieran de la cárcel con trato lisonjero, y porque muchos fueron engañados con su fingir y trato astuto, y dejando los monasterios para otros lugares, causaron amargura mayor que la primera; y si aquellos que se rezagan completamente de esa malicia y se unen a la Santa Iglesia con verdadera intención y una conciencia limpia, y tal, de acuerdo con evidencia genuina, serán libres de estar bajo los mandamientos; y si algunos de ellos quieren ser tonsurados, y deben ser tonsurados en los mismos monasterios; pero si no quieren cortarse el pelo, pero no tienen esposa e hijos, y por lo tanto es imposible estar en el mismo monasterios hasta la muerte de su vientre, para que ellos, saliendo de aquellos monasterios, los encantadores no encomendaron un mensaje y no se volvieron a su antigua malicia; y los que tienen esposas e hijos, y dan bajo fianza, para que no se aferren a tales amuletos en el futuro, y no conozcan a los cismáticos, y no escuchen sus enseñanzas, y no entren en sus casas, y no los dejéis entrar, sino que vigilen a sus padres espirituales de lo mismo; y si estuvieran en sus monasterios, o si dejaran los monasterios de debajo de la cabeza, aparecerán en su malicia anterior, y traerán conquista  en la ejecución halagadora, y tales personas deberían ser ejecutadas por la muerte, como está escrito anteriormente en el artículo 1.
3. Quienes, por sus encantos, llevaron a la gente común y a sus esposas e hijos a quemarse a sí mismos: y tales ladrones, en la lista de buscados, por su robo, que la gente fue quemada por sus encantos, se queman a sí mismos.
4. Que gente anduvo por los pueblos y gente que está en años perfectos, también sus hijos, que en años perfectos y pequeños, rebautizaron y llamaron mal al antiguo santo bautismo, y el bautismo fue imputado como verdadero: incluso aquellos ladrones que rebautizaron, aunque traigan la Iglesia de Dios y la subyugación, y acepten al padre espiritual y participen de los santos misterios, verdaderamente desearán, y habiendo confesado y comulgado, serán ejecutado por la muerte sin ninguna piedad.
5. Y qué pueblo fue a los cismáticos y ellos mismos fueron bautizados por ellos, y llevaron a sus hijos bautizados, quienes, en sus primeros años y en una edad, debían ser rebautizados, y el santo bautismo anterior fue imputado a un bautismo injusto: y a los que fueron bautizados, si enseñaran en eso a culpar sin ninguna oposición, infligir castigo, azotar con un látigo y enviar a los obispos, quién es cuya diócesis, y corregirlos según las reglas del santo apóstol y santo padre; pero aquellos que no aprendan a someterse a eso, y se mantengan tercos en su pretensión y lo atribuyan a la verdad, y llamen incorrecto al anterior santo bautismo, y los ejecuten con la muerte.
6. ¿Qué personas en la oposición de la iglesia cometieron recientemente y en cuestión enseñarán a la Iglesia de Dios a traer subyugación, que lo hicieron por ignorancia o por algún tipo de coerción, pero no se atrevieron a informar, y otros no enseñaron a nadie que , y en esto declararán su culpabilidad por completo y prometerán con juramento no hacer esto en el futuro: infligir castigo a tales personas, dependiendo de su culpa, y enviarlas a la corte del patriarca para su corrección, y después de la corrección, dar ellos bajo el rebaño de sus padres espirituales para la fianza, y sus padres espirituales los vigilan firmemente para que de ahora en adelante vinieran a la Iglesia de Dios, y no tuvieran un cisma de la iglesia, y no conocieron a los cismáticos, y no fueron a sus casas, y no los dejaban entrar, y no escuchaban las enseñanzas de aquellos escupidores y blasfemos sobre la santa iglesia; y darles fianza en la misma.
7. Y si se discuten en cismas, y en cuestión se les enseñará a decir que no hay oposición eclesiástica detrás de ellos, y van a la Iglesia de Dios, y tienen padres espirituales: y dan testimonio de esto por su espiritual padres, y vosotros estaréis en ellos, entonces los padres espirituales purificarán, y éstos, según el testimonio de los padres espirituales, les serán entregados bajo fianza y se les ordenará que los vigilen firmemente, para que no haya oposición de la iglesia de ellos en absoluto; pero si tales personas aparecen en cisma y son condenadas por el hecho de que mantuvieron ese engaño en secreto, y en el interrogatorio se encerraron en astucia, y no habrá oposición de ellos, infligirán castigo, golpearán con un látigo y desterrarlos a ciudades lejanas.
8. Cual pueblo mantuvo a los cismáticos en casa y los reparó en una desgracia, sabiendo de ellos, y por su encantadora enseñanza, pero no avisaron, y viendo que no atraparon y no trajeron, o de esto tomaron qué tipo de sobornos : y tal para que reparar cruel castigo, azotar con un látigo y destierro a ciudades lejanas; y si sabían que tenían en su casa a los mismos opositores de la iglesia, haciéndoles misericordia, o que aprenderían a venir a visitarlos o traerles bebida o comida, o traer algunas cartas de alguien por enviar, pero ellos mismos, aunque ¿no aguantaron y, según las pruebas, serán limpiados, y aquellos, por encubrir a esos ladrones, infligen castigo, azotan con látigo, y otros, según los casos, y destierran; y aquellos que trajeron con ellos libremente, y en eso serán limpiados, y por eso infligirán castigo.
9. De quienes se sacarán los divisores, pero vivieron con fianza, pero no los dieron a conocer sobre la división, y esos registros no se escribirán: y en tales tendrán multas de cinco rublos por persona. , y donde vivieron sin fianza, y en aquellos que tienen, contra tatin y artículos de robo, cincuenta rublos por persona; y con quien convivieron, aunque con fianza, pero sabían de la división, pero no les informaron, y por lo tanto infligieron castigo, azotaron con un látigo y desterraron, y a los tenientes con multas de 50 rublos por persona; y en qué personas no habrá nada para tomar un centavo, por el hecho de que son personas pobres, y aquellos, sí respondieron por esos divisores en la vida, sin saber sobre su división, en lugar de pagar multas, exiliados a ciudades ucranianas, donde sucede, y que avala saber, y desterrarlos a ciudades lejanas con cruel castigo.
10. Cuáles personas serán desterradas a las ciudades por el cisma, y en aquellas ciudades los gobernadores y gente de mando deberían mandar sobre ellos en aquellos asentamientos donde habitan, los ancianos y los cincuenta, y los décimos, y los vecinos de alrededor para vigilar , para que de ellos la iglesia no tuviera oposición y cisma; y si aparecen, o secretamente aprenden a guardar el cisma, o los cismáticos aprenden a saber, escríbelas sobre ello el Gran Soberano, y mantenlos detrás de fuertes guardias; y de acuerdo con sus respuestas formales a esos ladrones, para fijar un decreto, de acuerdo con los mismos artículos declarados, dependiendo de sus hechos, quién obtendrá qué.
11. En el que las personas comenzarán a hablar idiomas en el cisma, y esas personas en ese momento se esconderán del detective o estarán en algún lugar alejado, y se emitirá un decreto a los ladrones y cismáticos, y esas personas se declararán o se encontrarán después, y aprenderán a encerrarse en eso, y no habrá quien dé cara a cara: y los tales, según los discursos cismáticos, serán interrogados y buscados sobre ellos por vecinos y padres espirituales, y serán absueltos del allanamiento, y, habiendo testificado por los padres espirituales, verdaderamente quedarán en libertad bajo fianza; y si de algo fueren condenados, serán torturados, y según discursos de tortura, orden de fijar, según los artículos anteriores, a lo que suceda.
12. Para los repartidores, que tendrán corrales, haciendas, y haciendas, y talleres, y otros oficios y fábricas, así como los repartidores de tenientes que atestiguaron saber y serán desterrados al destierro: y los de sus haciendas, y haciendas, y astilleros, tiendas, artesanías y fábricas para darse de baja de los Grandes Soberanos y vender a un precio estimado con una gran asignación, de modo que en tales casos de detectives para carreras y mensajeros al salario de sus tesorerías estatales viene un número considerable ; y que la gente atestigua por los divisores, sin saber la división detrás de ellos, pero serán exiliados solo por dinero de espuma, que no tienen nada que pagar por ese dinero, y a esos exiliados para vender sus patios ellos mismos a un precio libre, a quien ellos querer.

#### Cómo afectó a los viejos creyentes
Los artículos no resultaron con el exterminio completo de los viejos creyentes, una parte significativa se dispersó por toda Rusia, algunos abandonaron el país y otros fueron ejecutados o mandados a Siberia. La actitud hacia los viejos creyentes por parte de la sociedad y los gobernantes se suavizó tras el derrocamiento de la princesa Sofía, pero aun así no fueron aceptados. 
Pese a que los artículos fueron abolidos y los castigos cayeron drásticamente, los viejos creyentes siguieron siendo perseguidos y alienados por parte de la población rusa. El zar Pedro I, además de abolir lo hecho por su hermanastra, también permitió a los viejos creyentes existir en el estado ruso bajo una serie de normas e impuestos adicionales. Debían pagar 50 rublos de más por sus creencias religiosas y apariencia física, se emitió un decreto sobre la creación de broches de cobre que debían coser en sus propias ropas como forma de identificación. Los viejos creyentes que no estaban dispuestos a seguir las nuevas leyes se les llamaron “viejos creyentes no registrados” mientras tanto, los que sí seguían las leyes se les llamaban “nota viejos creyentes”. 

Los viejos creyentes no registrados se arriesgaban a ser perseguidos y condenados, además de ser aislados por completo de la sociedad.

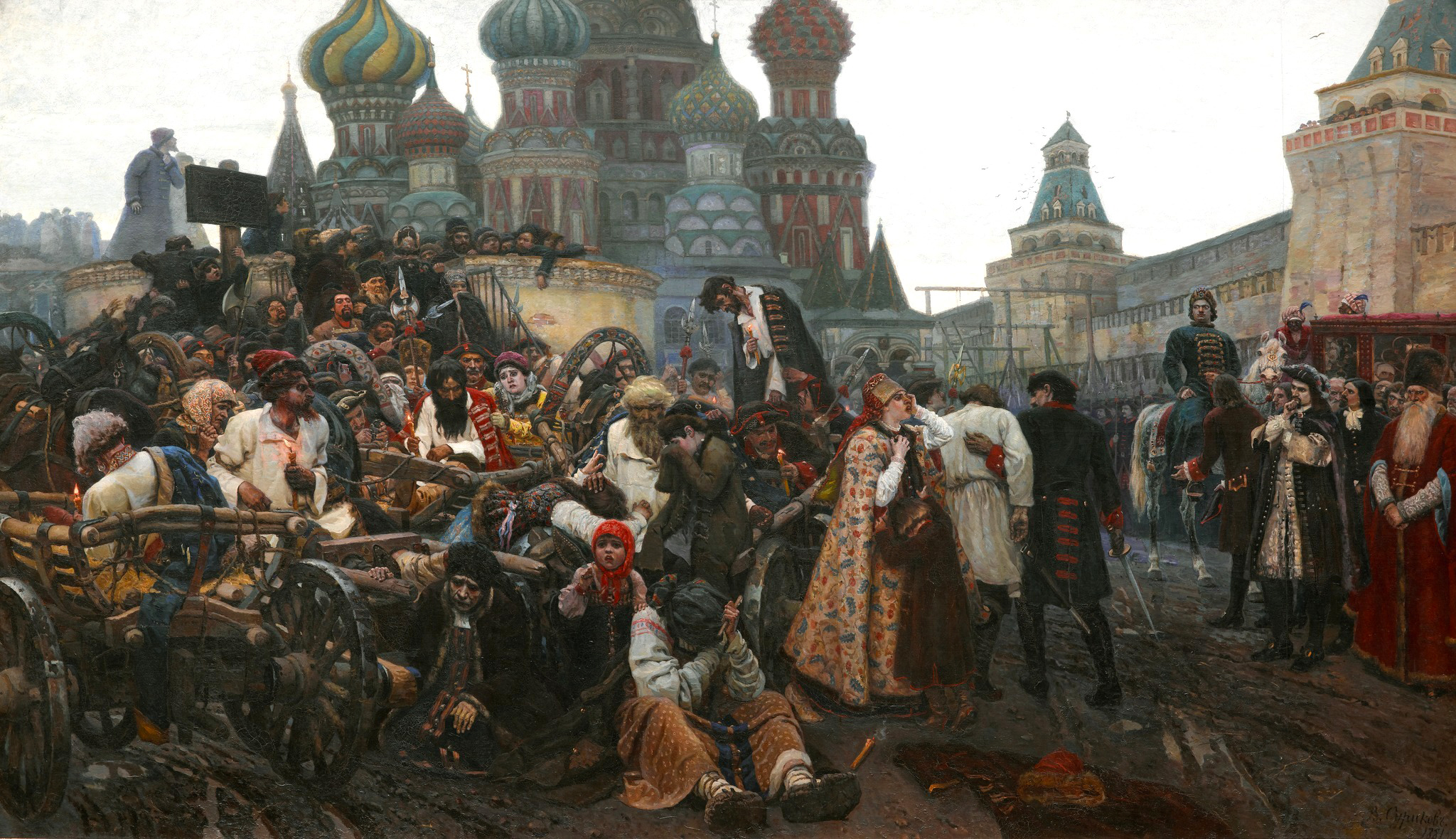
Ejecución de los Streltsí tras la fallida rebelión de 1698. Óleo de Vasili Súrikov, 1881.

## Últimos años de vida
En 1698 los streltsí trataron de restaurarla en el Kremlin durante una ausencia de Pedro I. Esta rebelión fue suprimida rápida y duramente, y muy pronto los cadáveres de los cabecillas fueron puestos frente a la ventana de Sofía. Ella tomó rápidamente los hábitos y fue puesta bajo la más estricta clausura, con instrucciones específicas para que el resto de las monjas no la vieran a excepción del día de Pascua.
Murió en el convento seis años más tarde, el 3 de julio de 1704.